# Jirō Taniguchi
Jirō Taniguchi (谷口ジロー; Tottori, 14 de agosto de 1947-Tokio, 11 de febrero de 2017) fue un dibujante de manga japonés. Considerado un autor de culto e impulsor de la difusión del manga fuera de Japón en su trayectoria obtuvo numerosos galardones como los premios Tezuka, Shōgakukan, Alph'Art o Haxtur.
Sus obras se han traducido a varios idiomas, incluido el español, como El almanaque de mi padre (Chichi no koyomi), Crónicas del viento (Kaze no shō), El olmo del Cáucaso, El gourmet solitario (Kodoku no gurume), Tierra de sueños o Barrio lejano.

## Biografía

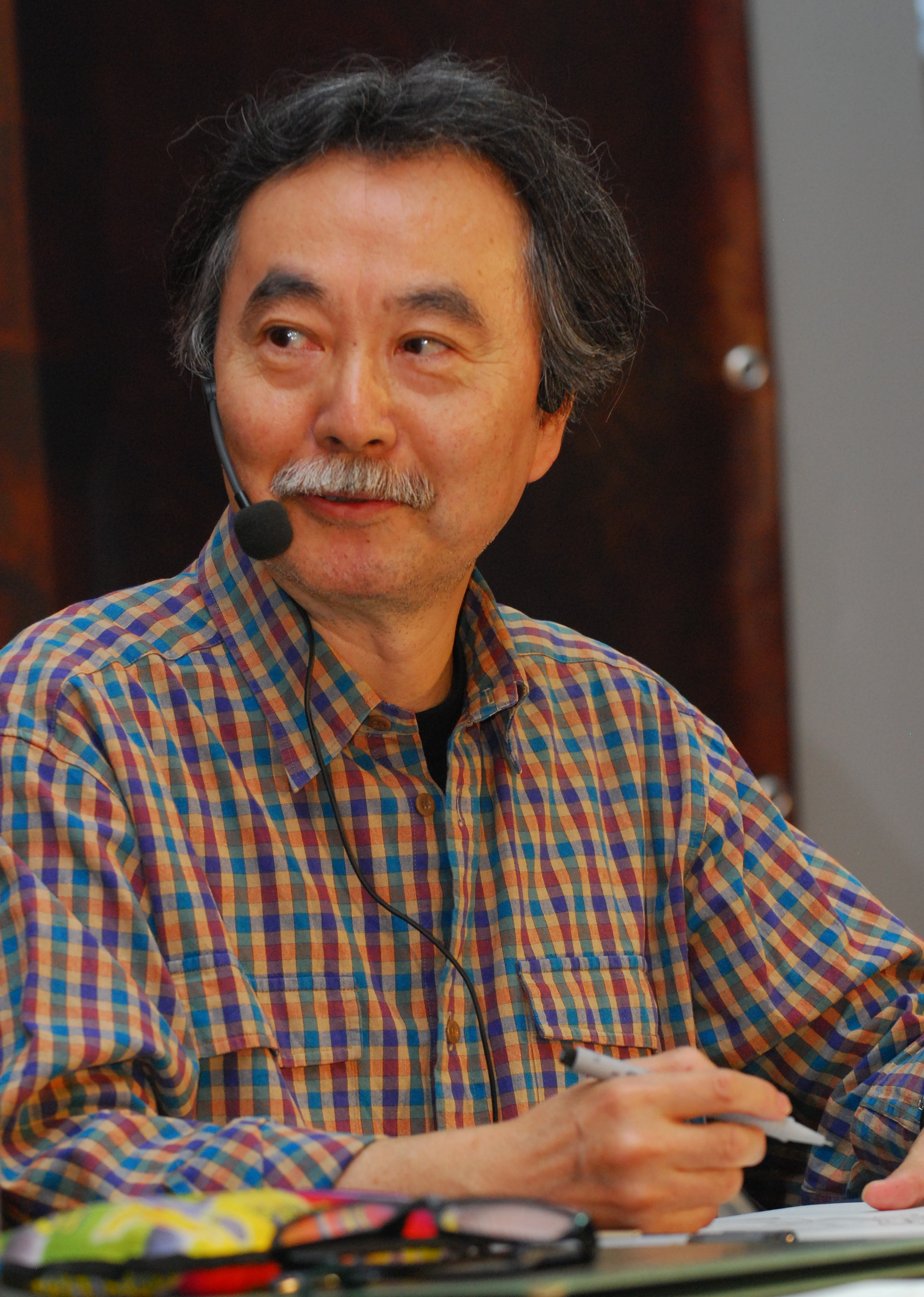
Jirō Taniguchi (2011)

Nacido en el seno de una familia humilde en Tottori (región de Chūgoku), en un área rural rica en leyendas, próxima a la naturaleza y a un castillo en ruinas que sería trasfondo habitual de sus obras futuras, las vivencias de su infancia son temas fundamentales de su producción. Empezó a trabajar como asistente del dibujante Kyota Ishikawa. Debutó en el mundo del manga con Kareta Heya (La habitación ronca), publicado en 1970 en la revista Young Comic.

"De hecho, siempre he dibujado historias de animales desde mis inicios hasta hoy, aunque entretanto, otros tipos de historias se han entremezclado."
Jirō Taniguchi (2013) 

De 1976 a 1979 publicó varias obras junto con el guionista Natsuo Sekigawa como Ciudad sin defensa, El viento del oeste es blanco y Lindo 3. Entre 1984 a 1991 Taniguchi y Sekigawa produjeron los cinco volúmenes de Botchan no Jidai (La época de Botchan). Durante esta época depura su estilo de dibujo comenzando a aparecer personajes de rostros cuadrados y cuerpos compactos seña de identidad del autor. También realiza paulatinamente un giro hacia un tipo de literatura de temas más intimistas, basada en la sencillez y la contemplación de la vida humana.

“Siento apego por las pequeñas cosas que suceden a diario. Las observo con cuidado y reproduzco esos aspectos insignificantes a los que las personas no suelen prestar atención.”
Jirō Taniguchi (2003) 

En la década de 1990 creó varias obras entre las que se encuentran Aruku Hito (歩くひと), Chichi no koyomi (El almanaque de mi padre), Kodoku no gurume (El gourmet solitario), con guion de Masayuki Kusumi, y Keyaki no ki. En esta época su obra comienza a ser divulgada en Europa y comienza a trabajar con guionistas europeos, tratando de adaptar la narrativa japonesa a la europea incluyendo la utilización del color. Un ejemplo es la serie Ícaro creada en 2001 a partir de textos de Moebius.

"No sé por qué he tenido tanto éxito fuera de Japón. Quizás porque mi trabajo se acerca a los cómics occidentales, que seguí durante más de 30 años y que han influido mi subsconsciente."
Jirō Taniguchi (2012) 

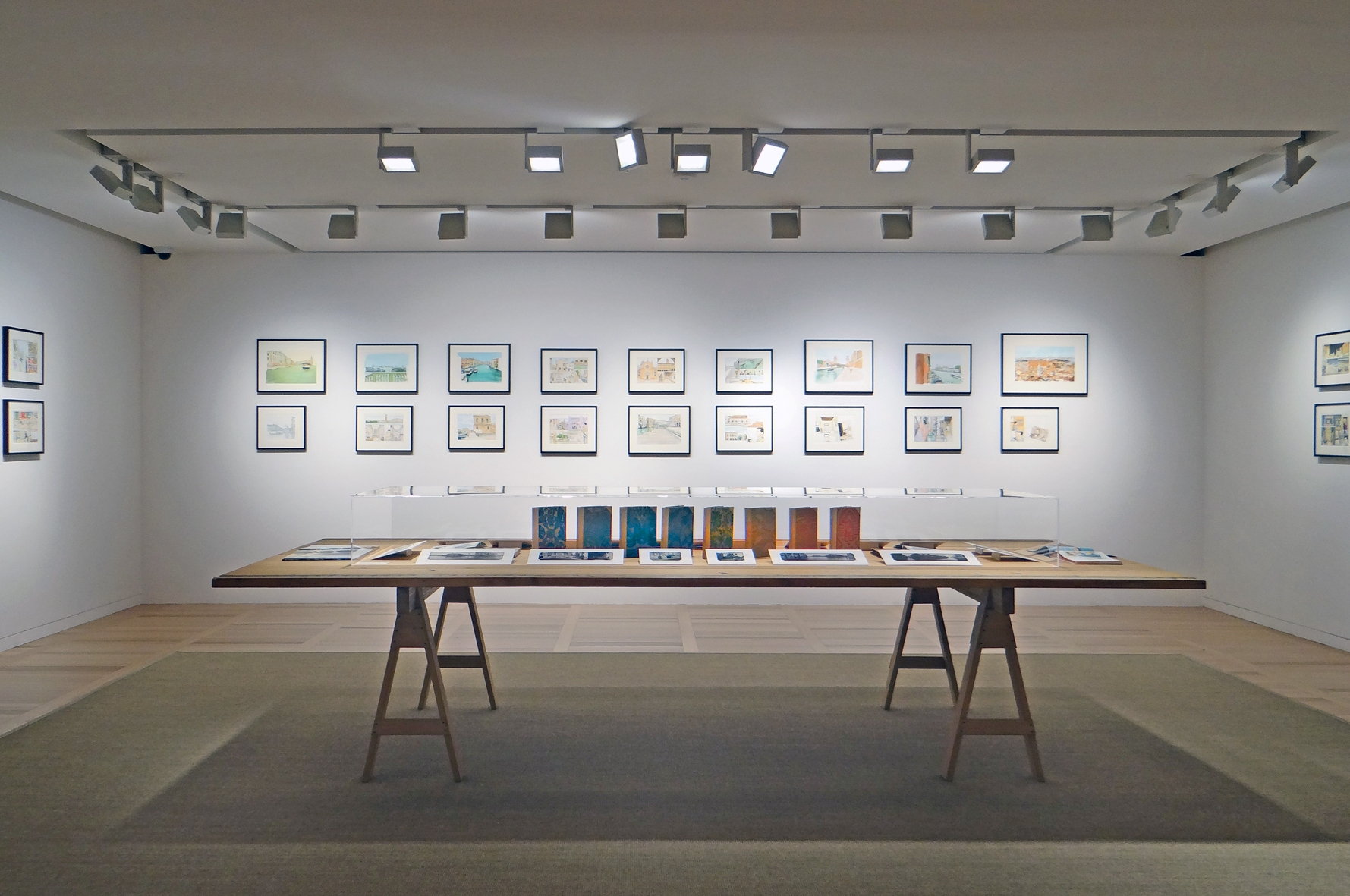
Muestra de Taniguchi y Mariano Fortuny (Espacio Louis Vuitton, Venecia, 2014)

Tras una producción de más de 50 álbumes, de géneros como el policiaco, costumbrismo, montañismo, ciencia ficción, histórico o fantástico, con un estilo narrativo, pausado, reflexivo y naturalista, Taniguchi falleció en Tokio el 11 de febrero de 2017 a la edad de 69 años. Meses después se publicó póstumamente El bosque milenario, obra inacabada dirigida al público infantil, que incide en la necesaria armonía del ser humano y la naturaleza.

"No creo que haya jóvenes autores de manga que me emulen. Es difícil para mí describir mi propio papel en la industria del manga japonesa. Pero mis mangas no son muy digeribles en comparación con muchas otras series actuales para los lectores de manga en general. Los autores más jóvenes se preocupan principalmente por dibujar mangas que se vendan bien. Quieren darse a conocer, crear un éxito de ventas y vivir bien de él. Sin embargo, me complace observar que los mangas de los autores más jóvenes son cada vez más diversos. Las imágenes son cada vez más diferentes de la técnica de dibujo, al igual que los temas. Hay mangas cada vez más innovadores. Pero los dibujantes no se orientan sobre mí, sino que quieren crear algo completamente diferente."
Jiro Taniguchi (2018) 

## Premios

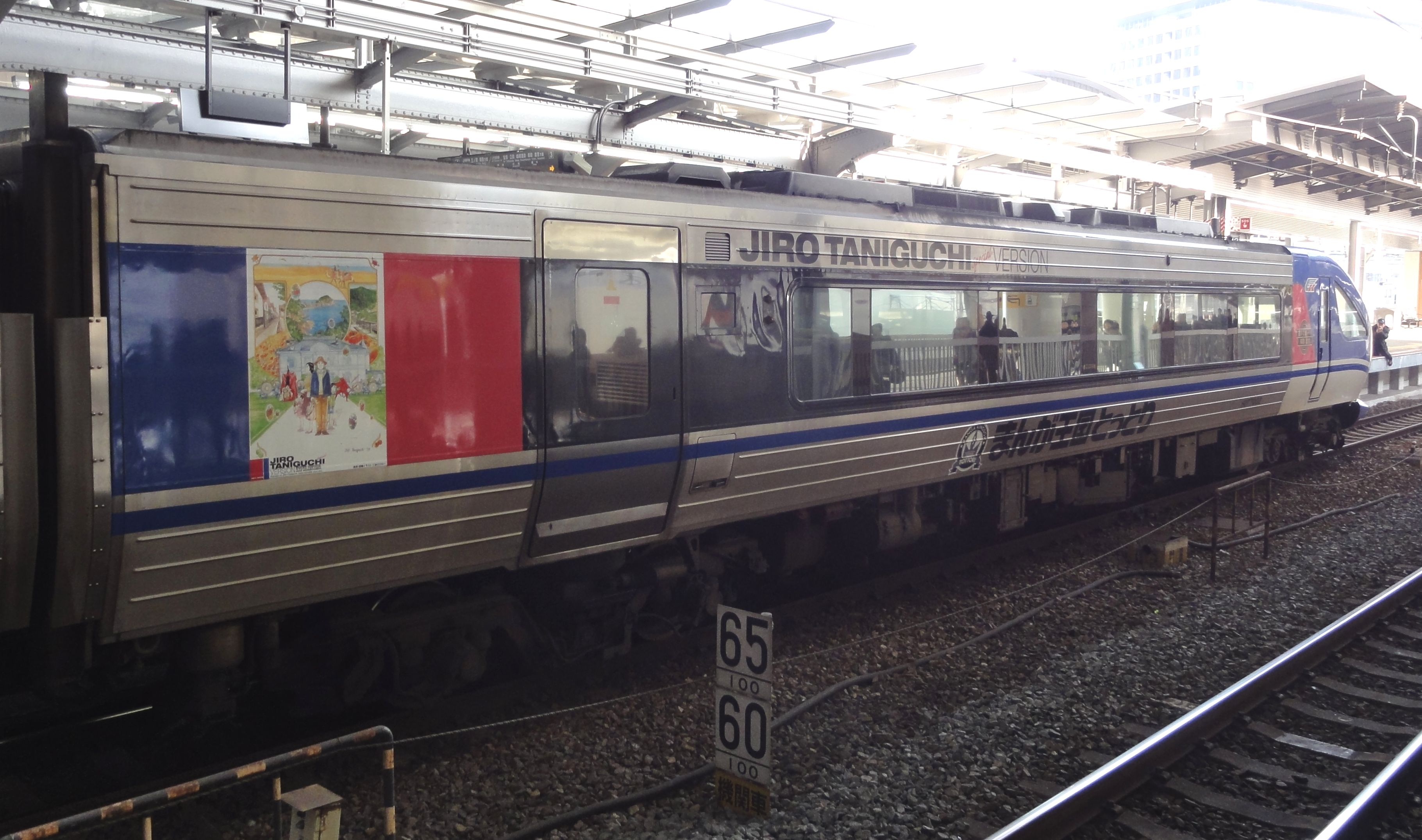
Tren japonés Chizu Express HOT 7000 decorado con obras de Taniguchi

Taniguchi ganó varios premios por su trabajo. Entre otros, el premio Tezuka por la trilogía Botchan no Jidai, el premio Shōgakukan por Inu wo kau (Tener un perro), y en 2003 el Alph'Art del mejor guion en el Festival Internacional de Cómics de Angoulême (Francia) por Harukana machi-e (Barrio lejano) también premiada como mejor obra en el Salón del Cómic de Barcelona de 2004.
En el año 2005 obtuvo, junto con el guionista Utsumi, el Premio Haxtur a la Mejor Historieta Corta por El olmo del Cáucaso en Salón Internacional del Cómic del Principado de Asturias (Seton: Lobo, el rey) y el Premio Haxtur a la Mejor Historieta Larga en el Salón Internacional del Cómic del Principado de Asturias del 2007. 
En el 2008 y en el mismo Salón Internacional del Cómic del Principado de Asturias, obtuvo el Premio Haxtur al Mejor Dibujo por su obra Sandhill Stag. Seton (3).

## Obras
- Aruku Hito (1992)
- Barrio lejano (1998)
- Ciudad sin defensa
- Crónicas del viento
- El almanaque de mi padre (1994)
- El caminante
- El gourmet solitario (1997)
- El olmo del Cáucaso (2004)
- El perro blanco
- El rastreador (2000)
- El viajero de la tundra
- El viento del oeste es blanco
- Hotel Harbour View (1986)
- K (1988)
- La cumbre de los dioses (5 volúmenes)
- La época de Botchan (7 volúmenes en la versión en español)
- La habitación ronca (1970)
- La montaña mágica (2005)
- Lindo 3
- New York no Benkei (1996)
- Seton (3 volúmenes) (2005)
- Sobrevivir a la nueva era glacial (1986)
- Sky Hawk (2002)
- Tierra de sueños (1992)
- Un zoo en invierno (2008)
- Los años dulces (2008)
- Cielos radiantes (2005)
- Los guardianes del Louvre (2015)
- Venecia (2017)
- El bosque milenario (2018)